# Альдо Кампателлі
Альдо Кампателлі (італ. Aldo Campatelli, * 7 квітня 1919, Мілан — † 3 червня 1984) — колишній італійський футболіст, півзахисник. По завершенні ігрової кар'єри — футбольний тренер.
Як гравець насамперед відомий виступами за клуб «Інтернаціонале», а також національну збірну Італії.
Дворазовий чемпіон Італії. Володар Кубка Італії. 

## Клубна кар'єра
У дорослому футболі дебютував 1936 року виступами за команду клубу «Інтернаціонале», в якій провів чотирнадцять сезонів, взявши участь у 297 матчах чемпіонату.  Більшість часу, проведеного у складі «Інтернаціонале», був основним гравцем команди. За цей час двічі виборював титул чемпіона Італії, ставав володарем Кубка Італії.
Завершив професійну ігрову кар'єру у клубі «Болонья», за команду якого виступав протягом 1950—1953 років.

## Виступи за збірну
1939 року дебютував в офіційних матчах у складі національної збірної Італії. Протягом кар'єри у національній команді, яка тривала 12 років, провів у формі головної команди країни лише 7 матчів. У складі збірної був учасником чемпіонату світу 1950 року у Бразилії.

## Кар'єра тренера
Розпочав тренерську кар'єру невдовзі по завершенні кар'єри гравця, 1954 року, очоливши тренерський штаб клубу «Ланероссі».
Надалі також очолював команди клубів «Інтернаціонале» та «Болонья».
Останнім місцем тренерської роботи був клуб «Дженоа», команду якого Альдо Кампателлі очолював як головний тренер до 1969 року.

## Титули і досягнення
- Чемпіон Італії (2):

«Інтернаціонале»:  1937–38, 1939–40
- Володар Кубка Італії (1):

«Інтернаціонале»:  1938–39